# Ernst Meyer (lingvist)
Ernst Alfred Meyer, född den 29 juli 1873 i Angerburg, Tyskland, död 1 maj 1953 i Tyska Sankta Gertruds församling, Stockholm, var en tyskfödd svensk språkforskare.

## Utbildning
Meyer promoverades till dr.phil. (tysk motsvarighet till fil.dr) i Marburg 1898 på doktorsavhandlingen Die gereimten Liebesbriefe des deutschen Mittelalters.

## Karriär
Meyer var lektor i Uppsala 1899–1907, docent vid Uppsala universitet, bibliotekarie vid och chef för Handelshögskolan i Stockholms bibliotek från 1909, lektor i tyska språket vid Handelshögskolan i Stockholm 1909–1942 och vid Stockholms högskola 1928–1940.

### Forskning
Meyers forskning var banbrytande inom den experimentella fonetiken. Han gjorde röntgenfotograferingar av vokaler samt durations-undersökningar och grundtonsmätningar av tonaccenten i nordiska språk. Karl Gustav Ljunggren, professor i svenska språket vid Lunds universitet efter 1940, skriver i Svensk Uppslagsbok att Meyer gjorde "en betydande insats genom sina experimentalfonetiska undersökningar över ett flertal germanska och romanska språk, särskilt har han ägnat olika typer av intonation i svenskan ett ingående studium".
Frukten av det sistnämnda framlades i arbetet Die Intonation im Schwedischen (1937). Bengt Sigurd sade "Ernst A Meyer studerade de svenska ordtonernas utbredning redan på 1930-talet." För ändamålet konstruerade Meyer apparater, som kom till vidsträckt användning.
Meyer var läroboksförfattare och utgav tysk-svenska ordböcker. Hans röst finns bevarad i form av tyska språkkurser på grammofonskivor från Husbondens röst.

## Utmärkelser
- Riddare av Vasaorden 1916[4]
- Promoverades till filosofie hedersdoktor vid Lunds universitet 1951

### Webbkällor
- Stockholms universitet, Institutionen för lingvistik, Ur institutionens historia
- Handelshögskolan i Stockholm 1909 – 1984
- SSE Library in the beginning
- Projekt Runeberg, Nordic Authors, Ernst A Meyer